# Ashland (Wisconsin)
Ashland es una ciudad ubicada en el condado de Ashland en el estado estadounidense de Wisconsin. En el Censo de 2010 tenía una población de 8.216 habitantes y una densidad poblacional de 231,51 personas por km².

## Geografía
Ashland se encuentra ubicada en las coordenadas 46°34′56″N 90°52′14″O / 46.58222, -90.87056, al norte del estado, a la orilla del lago Superior. Según la Oficina del Censo de los Estados Unidos, Ashland tiene una superficie total de 35.49 km², de la cual 34.77 km² corresponden a tierra firme y (2.04%) 0.72 km² es agua.

## Demografía
Según el censo de 2010, había 8.216 personas residiendo en Ashland. La densidad de población era de 231,51 hab./km². De los 8.216 habitantes, Ashland estaba compuesto por el 87.01% blancos, el 0.45% eran afroamericanos, el 7.49% eran amerindios, el 0.46% eran asiáticos, el 0.04% eran isleños del Pacífico, el 0.52% eran de otras razas y el 4.03% pertenecían a dos o más razas. Del total de la población el 2.14% eran hispanos o latinos de cualquier raza.